# المجدر (عبس)

تعديل مصدري - تعديل

المجدر هي إحدى قرى عزلة قطبة بمديرية عبس التابعة لمحافظة حجة، بلغ تعداد سكانها 339 نسمة حسب تعداد اليمن لعام 2004.